# ГКПП Логодаж
Граничен контролно-пропускателен пункт Логодаж (по-рано и ГКПП Станке Лисичково) е граничен контролно-пропускателен пункт между България и Северна Македония. Намира се край село Логодаж, на около 20 километра западно от Благоевград и на 10 километра източно от македонския град Делчево.
От българска страна до ГКПП Логодаж се стига по път III-106. От македонска страна пунктът е крайна точка на път А3 (бъдеща магистрала) свързващ Охрид с българската граница през Битоля, Прилеп, Велес, Щип, Кочани и Делчево.